# دولت‌خان
دولت‌خان (به لاتین: Daulatkhan) یک منطقهٔ مسکونی در بنگلادش است که در دولت‌خان اپازیلا واقع شده‌است. دولت‌خان ۱۰٫۱ کیلومتر مربع مساحت و ۲۷٬۵۱۴ نفر جمعیت دارد.